# Aqua (banda)
Aqua es un grupo danés de bubblegum pop, rock y eurodance, formado en Copenhague en 1994.
Editaron su primer disco en 1997 con éxitos mundiales, como «Barbie Girl», con los que coparon las listas de ventas durante varios años, siendo la banda danesa más exitosa de la historia y un icono de la década de 1990. Tras su separación, retomaron su carrera en 2008 de forma más discreta.

## Biografía
Sus integrantes son los daneses René Dif, Claus Norreen y Søren Rasted, y la noruega Lene Nystrøm, la vocalista del grupo. Los tres primeros conocieron a Lene en 1994 y crearon el grupo bajo el nombre de Joyspeed, actuando en numerosas discotecas y bares de Dinamarca y Noruega. Posteriormente Lene y Søren llegarían a casarse, matrimonio que duró 16 años. 

### Aquarium
El grupo comenzó a tener éxito en Escandinavia con el sencillo de eurodance "Roses are red", editado en 1996. Para el videoclip de esta canción utilizaron a sus amigos y ellos mismos montaron el decorado en un garaje ya que no contaban con presupuesto. Sin embargo, su salto al éxito internacional lo conseguirían con la llegada de su álbum Aquarium, encabezado por el tema "Barbie Girl" (tercer sencillo que editaba Aqua tras "My oh my"), por el cual la compañía de juguetes Mattel los demandó por usar el nombre de la muñeca Barbie. A este sencillo le siguieron los éxito de "Doctor Jones" y "Lollipop (Candyman)".
En 1998 la publicación del sencillo "Turn Back Time" formó parte de la banda sonora de la película Sliding Doors, protagonizada por Gwyneth Paltrow. A este le siguió el sencillo "Good morning sunshine". Destacaba la creatividad de sus videoclips, con decorados en apariencia muy rudimentarios y sin grandes efectos especiales, pero con mucha imaginación. Con  Aquarium vendieron 14 millones de discos a nivel mundial y 8 millones de sencillos, siendo uno de los álbumes de mayores ventas en la década. Con ello, realizaron una gira mundial de más de dos años y recibieron numerosos premios, entre ellos World Music Awards, MTV y Billboard.

### Aquarius

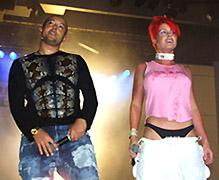
Aqua durante un concierto en 1998

Para su segundo disco, Aquarius, todo fue más despacio. En él se jugó con instrumentos más acústicos y coros de inspiración góspel. El disco no pudo retomar el éxito del anterior pero entró en el Top 10 de numerosos países como España, Dinamarca, Noruega, Suecia, Canadá, Italia, Bélgica, Finlandia o Nueva Zelanda, vendiendo más de cuatro millones de ejemplares, siendo el disco de venta más rápida en una semana en Dinamarca.
El primer sencillo, "Cartoon Heroes", llegó al número uno en España, Dinamarca e Italia (entre otros) al 7 en el Reino Unido y 42 en los Estados Unidos. Le siguieron "Around The World", "Bumble Bees" y "We Belong To The Sea". Con este disco realizaron una segunda gira mundial.
En mayo de 2001 actuaron junto con Safri Duo en el intermedio del Festival de Eurovisión celebrado en el Parken Stadium de Copenhague, siendo una de sus últimas actuaciones hasta su separación. 

### Separación
Cuando planeaban la grabación del tercer álbum en julio de 2001 el grupo se disolvió. Una grieta entre sus componentes, problemas de salud de Lene tras la última gira y la falta de creatividad fueron algunas de las causas que se apuntaron, si bien ellos declararon hacer la separación de mutuo acuerdo.
Lene se casó con Søren, y de ese matrimonio han tenido dos hijos, una niña y un niño. Lene lanzaría en 2003 su primer disco en solitario titulado Play With Me, que no consiguió aprovechar el éxito de su carrera en Aqua. Este disco incluía un tema compuesto por los antiguos miembros de Aqua, "Scream".

### Reunión y nuevos trabajos

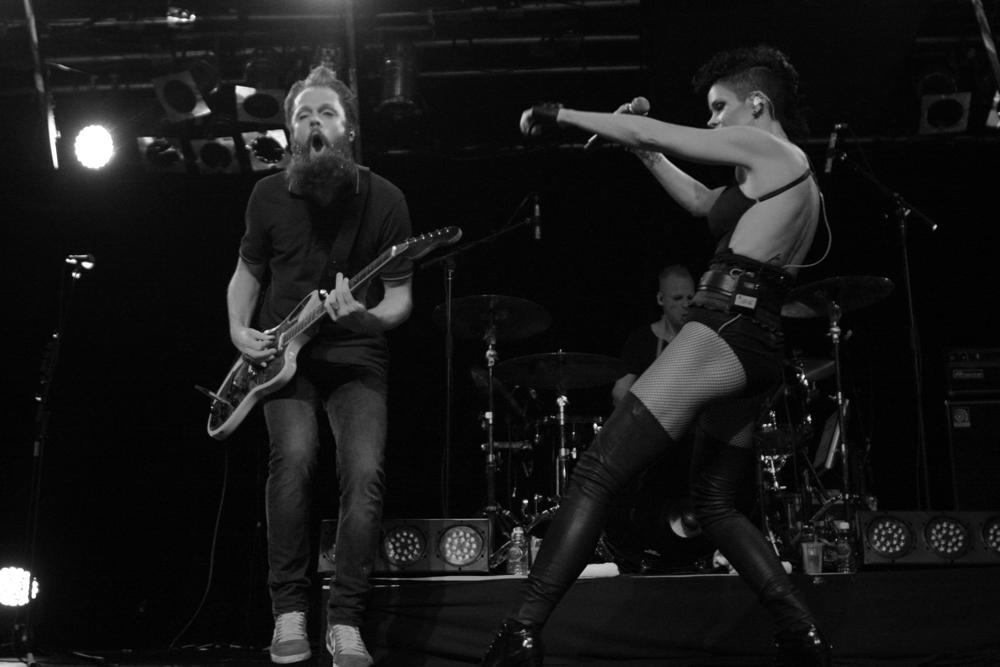
Aqua en Sídney en 2012

El 27 de octubre de 2007 se confirmó en una rueda de prensa que los integrantes del grupo regresarían para hacer una gira mundial, además de lanzar un nuevo disco con sus grandes éxitos y tres temas inéditos en 2009. 
Estos serían "Back to the 80's" y "My Mamma Said" (ambos con videoclip) además de un tercer tema inédito, "Live Fast", para promocionar un recopilatorio que fue reeditado para incluir un DVD con un concierto de la gira europea y el sencillo navideño "Spin Me a Christmas".

#### Megalomania
En marzo de 2011 Aqua edita el sencillo "How R U Doin?" como adelanto de su nuevo álbum en once años, Megalomania, que se editaría en octubre. Le siguieron los sencillos "Playmate to Jesus" y "Like a Robot". Si bien en un principio se consideró que el relanzamiento de Aqua sería a nivel mundial, la promoción acabó reservándose al mercado musical danés, donde fue disco de oro. Tras varias giras, en 2018 publican un nuevo tema, "Rookie", tras la marcha del grupo de Claus.

#### Nuevos proyectos
En 2021 publicaron "I Am What I Am" con motivo del Orgullo de Copenhague. Desde entonces realizan giras recurrentes, especialmente en festivales de verano, en países como España, Reino Unido, Italia, Canadá, Estados Unidos, México, Australia, Chile, etc. entre 2022 y 2024. Con motivo del éxito de la película Barbie, el tema "Barbie Girl" se viraliza de nuevo en 2023, incluyendo un remix por parte de Aqua en colaboración con Tiësto y el cover "Barbie World" de Nicki Minaj y Ice Spice.

## Discografía

### Álbumes
| 1997 | Aquarium    | 1 | 1  | 1 | 3 | 1 |
| 2000 | Aquarius    | 1 | 24 | 1 | 3 | 2 |
| 2011 | Megalomania | 1 | -  | - | - | - |

### Sencillos
| Año  | Sencillo                |
| ---- | ----------------------- |
| 1995 | "Itsy Bitsy Spider"     |
| 1996 | "Roses Are Red"         |
| 1997 | "My Oh My"              |
| 1997 | "Barbie Girl"           |
| 1997 | "Lollipop (Candyman)"   |
| 1997 | "Didn't I"              |
| 1997 | "Doctor Jones"          |
| 1998 | "Turn Back Time"        |
| 1998 | "Good Morning Sunshine" |
| 2000 | "Cartoon Heroes"        |
| 2000 | "Around the World"      |
| 2000 | "Bumble Bees"           |
| 2001 | "We Belong to the Sea"  |
| 2009 | "Back to the 80's"      |
| 2009 | "My Mamma Said"         |
| 2009 | "Spin Me a Christmas"   |
| 2011 | "How R U Doin?"         |
| 2011 | "Playmate to Jesus"     |
| 2011 | "Like a Robot"          |
| 2017 | "Freaky Friday"         |
| 2018 | "Rookie"                |
| 2021 | "I Am What I Am"        |
| 2023 | "Barbie World"          |

### Recopilaciones
| 1998 | Aquarium Bubble Mix              | -   | -  | - | 36 | - |
| 1998 | Aquamania Remix                  | 49  | 4  | - | -  | - |
| 2002 | Remix Superbest                  | 212 | -  | - | -  | - |
| 2003 | Cartoon Heroes: The best of Aqua | 12  | -  | - | -  | - |
| 2009 | Greatest Hits                    | -   | 24 | 7 | -  | 1 |

## Giras musicales
Giras
- The Aqua World Tour (1997-1999)
- Aquarius Tour (2001)
- Goodbye to the Circus Tour (2008)
- Back to 80’s Tour (2009/2010)
- The Megalomania Tour (2011)
- The Greatest Hits Australian Tour (2012/2014)
- We Love the 90's (2017)
- The Rewind Tour (2018 - 2019)
- Life In Plastic Tour (2021-2022)
- Barbie World Tour (2023-2024)
- The Tour 2025 (2025)